# 朱姆沃爾特級驅逐艦
朱瓦特級驅逐艦（英語：Zumwalt class destroyer，又譯為朱沃特級，或常以當初的開發計畫名DD(X)稱呼之），是服役中的美國海軍驅逐艦。本級原名DD(X)是體型更大的DD-21艦專案經檢討刪減後的小型化版本。首艦以海軍上將艾爾默·朱姆沃爾特（Elmo Zumwalt）命名；依照美國海軍慣例，本級命名為朱姆沃爾特級。一號艦朱姆沃爾特號（DDG-1000）已於2013年10月28日在缅因州巴斯鋼鐵造船廠下水。

## 研發歷史

### 提案過程
原本海軍想建32艘朱姆沃爾特級驅逐艦。因為新的實驗性科技成本過高，建造數量縮減為24艘後，又再縮減至7艘。之後為了騰出預算繼續建造新的阿利·伯克級驅逐艦，最終定案只建造3艘朱姆沃爾特級新艦，分別排定為DDG-1000、DDG-1001與DDG-1002。
由於眾議院懷疑此專案的財務結構，只想先撥給海軍造一艘的錢把DDG-1000作為第一艘「科技驗證船」之後再談其他。第一筆預算於2007國防授權聽證會之後已經撥出。然而眾議院在2007年會計年度的撥款於2006年9月26日到位，之後參議院又加撥出26億美金作為建造兩艘的預算。依照目前計畫，緬因州的巴斯鋼鐵廠和密西西比州的諾斯洛普·格魯門公司的英戈爾斯造船廠將一起造艦。
在美軍戰艦研發過程中，DDG-1000領先於近岸戰鬥艦專案和CG(X)巡洋艦專案，與先進航母CVN-21計畫幾乎同時達到實體生產階段。DDG-1000其實是來自於重編DD21計畫，因為1990年代開始的DD21計畫後來被砍掉50%預算。
朱姆沃爾特級驅逐艦是一種多用途水面艦，可以用神盾系統防空，也能用先進炮來岸轟，還有一些反潛能力。國會希望該級艦能頂替以前戰艦的功能，然而這種要求使得DDX只能勉強去填滿這種戰艦夢。所以在可知的未來，神盾計畫一部分的伯克級和提康德羅加級都將持續服役，剛好形成驅逐艦、巡洋艦、戰艦三階都是神盾艦的配搭，這應該也就是國會議員腦海中的海軍樣貌。
眾議院反對DDG-1000計劃並且刪掉部分預算，議員比較偏向建造更多伯克級和新的小型瀕海戰鬥艦。但是參議院卻偏向支持DDG-1000並且持續地撥提預算。
2005年10月17日的一份報告指出，五角大廈建議「取消諾斯洛普·格魯門船廠研發中的DD(X)專案」。
2005年11月23日國防授權聽證會還是同意由諾斯洛普旗下的密西西比造船廠和通用動力旗下的巴斯鋼鐵廠建造兩艘DDG-1000 。同一天國會也通過此預算。
2005年12月下旬，參議院同意DDG-1000專案；但預計建造數量只有八艘，遠低於2005年時計畫的23艘到30艘。
2007年12月13日聯合公開報告：「美國海軍簽訂9000萬美元的訂單予諾斯洛普·格魯門公司，以建造首艘DDG-1000」。
据美国防务新闻网2016年5月20日报道，美国通用动力巴斯钢铁造船厂于当天正式向美国海军交付了朱姆沃尔特号（DDG-1000）隐形驱逐舰，但这并不意味着“朱姆沃尔特”号将立刻加入美军战斗值班行列，该舰相关的武器和航行测试将继续进行。

### 概念與時程
朱姆沃爾特級驅逐艦有以下特點：
- 低雷達截面積

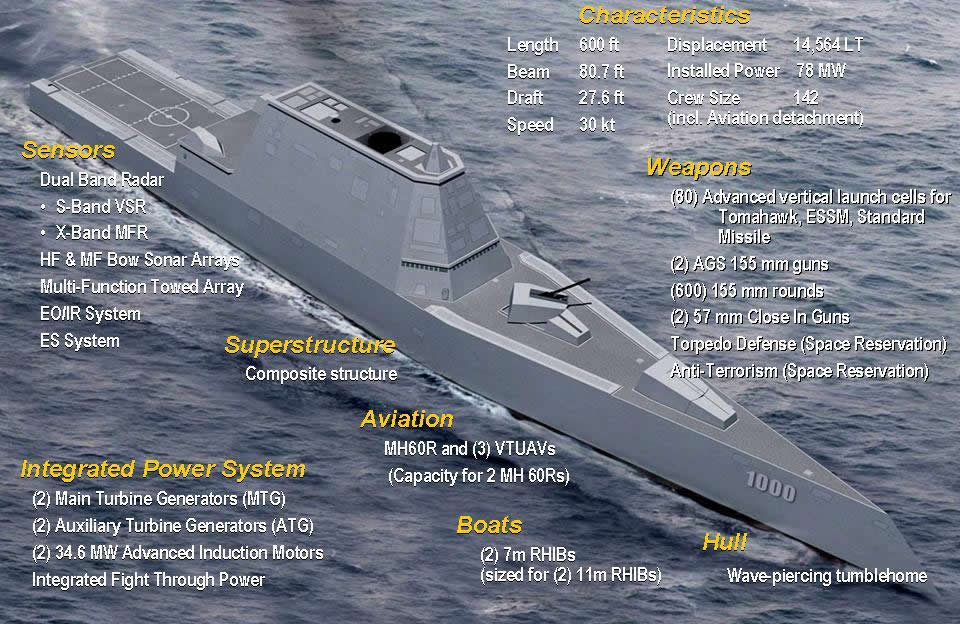
DDX宣傳海報

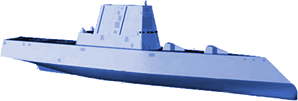
DD-21 DD(X)

- 一套「整體電力系統」，可以輸送電力往馬達或是武器，將來預備裝設磁軌砲
- 全艦電腦化架構（TSCE-I），整合單一設備平台和全艦區域網路（LAN）於一套統一軟體下
- 自動戰鬥系統與自動損害隔艙系統。與其它驅逐艦相比，全艦設計為極少成員和成本就能運作
- 斜角式船舷從水線上開始傾斜，可以更進一步隱形，還能減少些許油料

在2005年，專案進入細節設計和整合階段，雷神公司負責任務系統整合。諾斯洛普·格魯門造船公司和通用動力巴斯通鋼鐵分工製造船體、電機、細節電路。BAE Systems公司完成了先進炮和MK57垂直發射系統。主要國防承包商（包括洛克希德、Northrop Grumman Sperry Marine、L-3通訊公司）和轉包商以及美國每一個州都在此專案得到一些工作機會。這也是美國海軍預算項目中最大的單一項目。在早期合約中規劃研發和測試的11個工程模組（EDMs）如下：
- 先進火炮（AGS）
- 紅外線
- 整體反潛作戰系統
- 斜角式船舷結構

- 自動滅火系統
- 全艦船艙
- 週邊垂直發射系統（PVLS）
- 全電腦化環境

- 雙頻雷達（X頻和L頻）
- 整體電力系統（IPS）
- 全艦管線

許多本艦特徵都來自DD-21專案（"21世紀驅逐艦"）。
2001年，國會砍掉DD-21專案一半預算；為了挽救，國防部重擬計畫才有了DDX計畫。

## 設計簡介

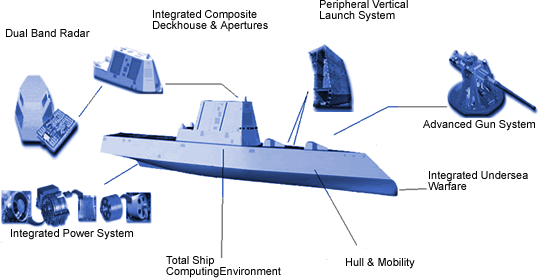
DDG-1000設計概要

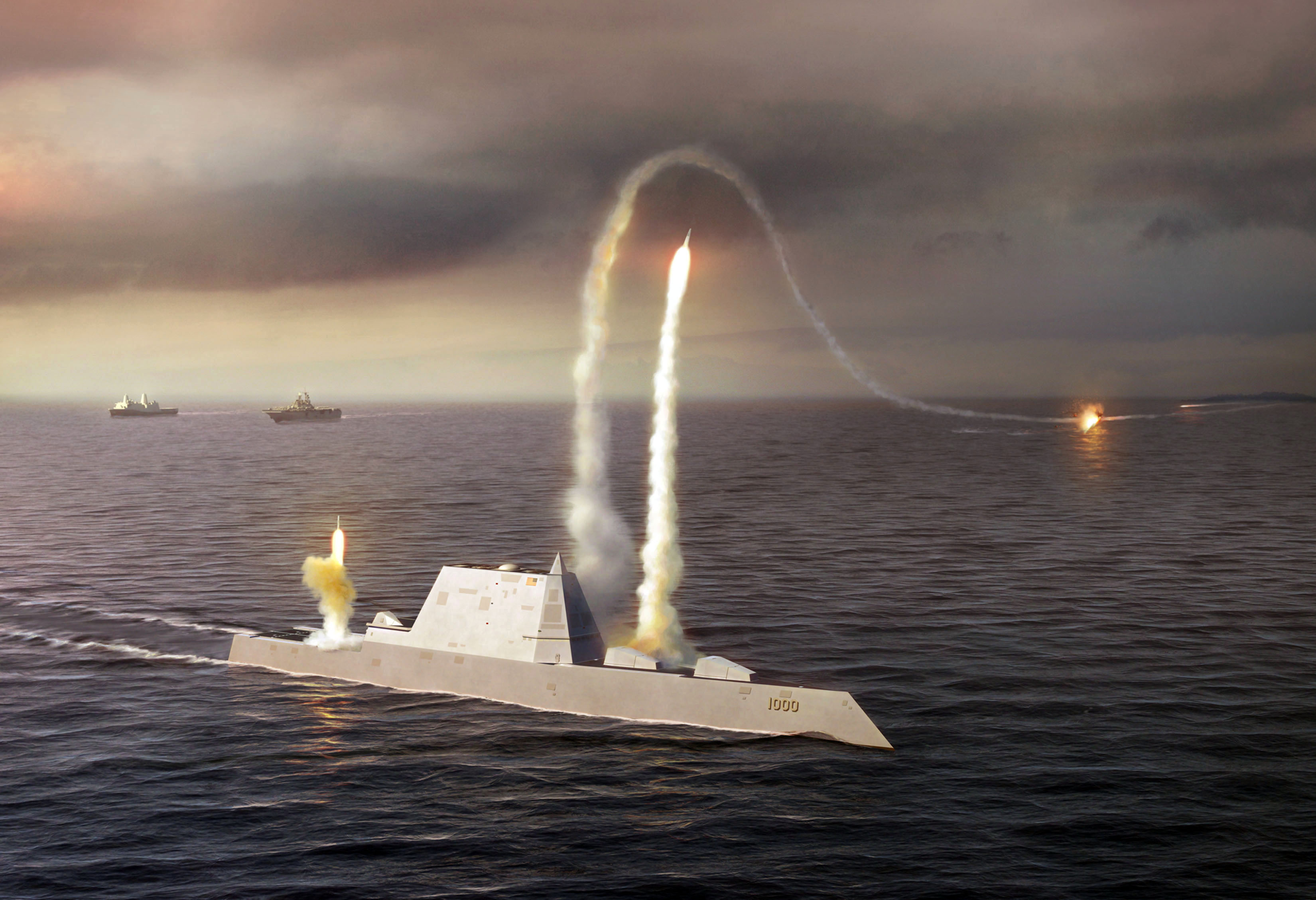
朱姆沃爾特級進行長程火力支援的想像圖

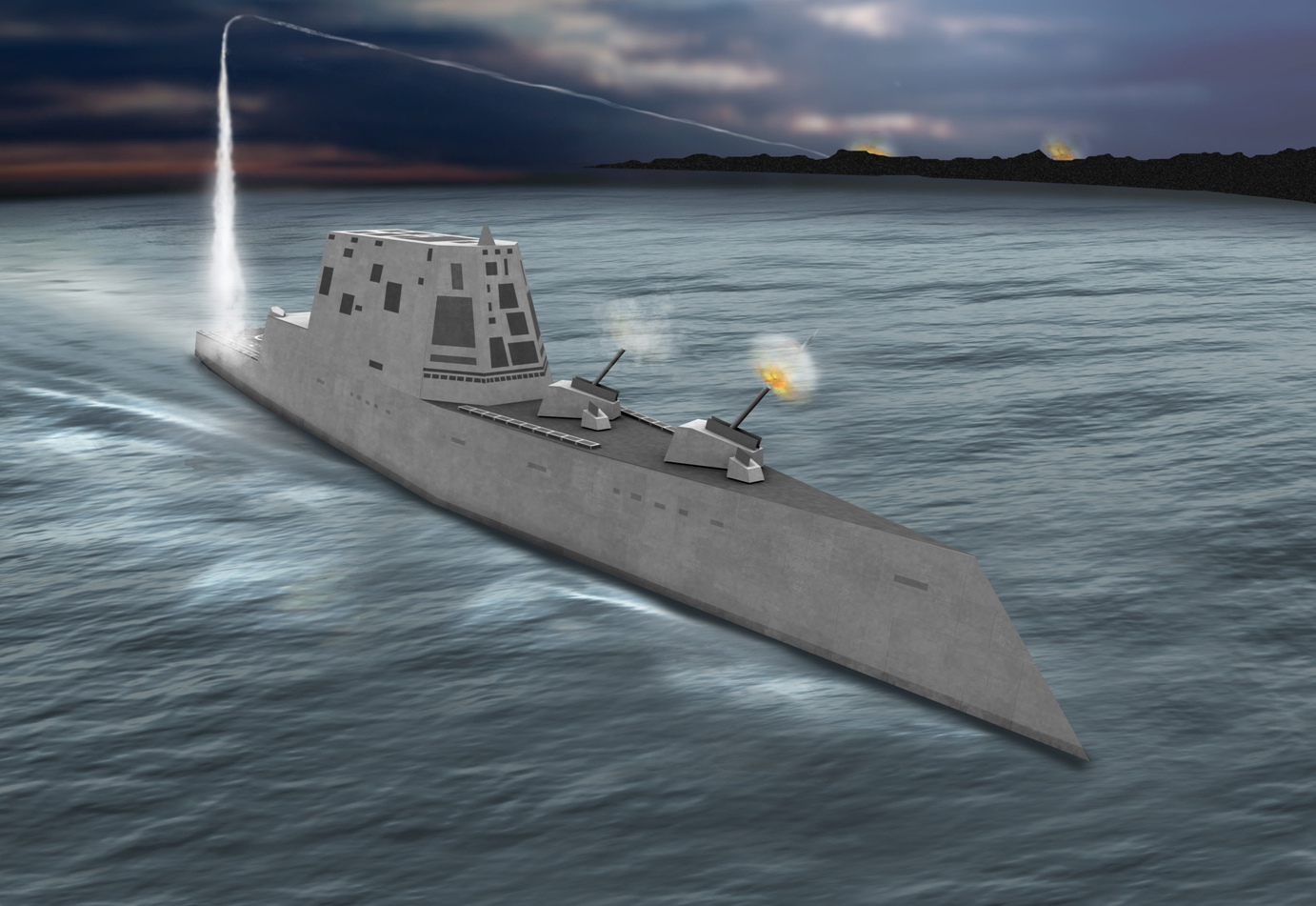
攻擊想像圖

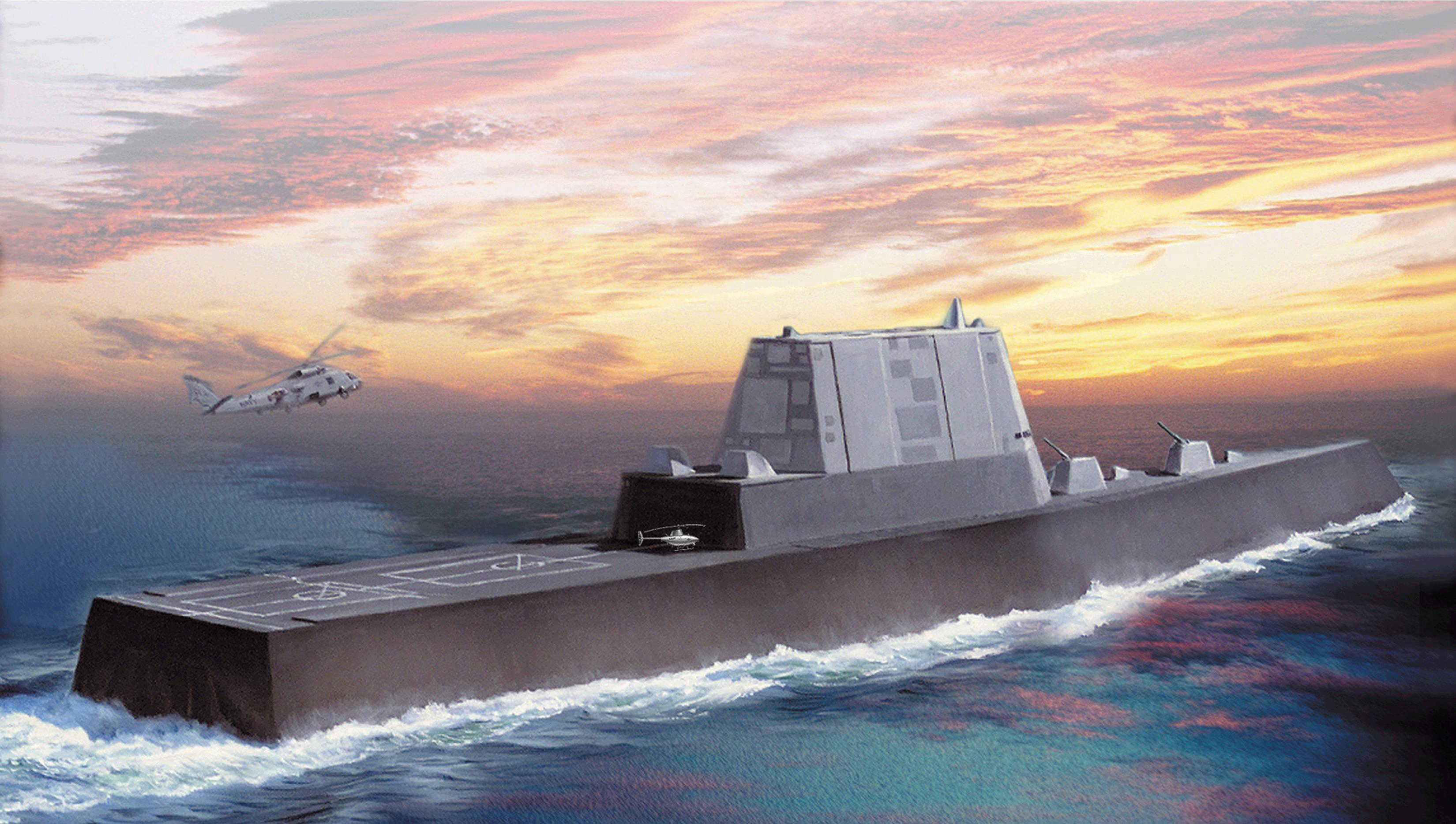
艦載直昇機想像圖

### 先進火炮（AGS）
先進火炮系統（Advanced Gun System）是一款155毫米火炮。艦上將配備兩門，彈藥是一種稱為「長程陸攻彈頭」（Long Range Land Attack Projectile）的炮彈，實際上是一種由先進火炮發射的火箭。炮彈裝有11公斤的炸藥，設計的圓機率誤差在50公尺內。目前可達59海浬，射程預計中可達100海浬。火炮炮管納入液冷冷卻設計減緩過熱速度，彈倉的進彈將採取自動化操作，每座彈艙內可搭載750發砲彈。AGS憑藉1分鐘10發的射速，使得朱瓦特級上的兩門艦炮投射火力理論上可與18門同口徑的M-198榴彈炮相當。
但由於價格過於高昂，美國海軍於2016年11月取消了長程陸攻彈頭的研發及採購計畫，目前3艘DDG-1000只有先前用於測試而購買的90發彈頭，除此之外就形成無砲彈可用的窘境。
目前各艦裝備之炮體並無拆除計畫，美國海軍正在研議使用它種砲彈來取代長程陸攻彈頭，按照初始計畫看來未來很有可能會以磁軌炮取代(AGS)
，但磁砲實用性仍有疑問。

### 週邊垂直發射系統（PVLS）
設於船體週邊的垂直發射系統設計是為了讓出船體中央的空間來升級電磁砲；並且增加安全性，避免飛彈故障或彈藥庫爆炸的情況下沉船。本系統由分散的垂直發射艙VLS圍繞著船體，發射艙有一層薄的外殼和一層厚的內殼。由於飛彈艙在船外緣，所以就算飛彈爆炸也只有一半的威力損到船。此外本設計還能讓船體受損時損失的飛彈發射能力降到最低。

### 雙頻雷達
雙頻雷達會使用船側一套共用的適形相位陣列雷達發出和接收S-頻（高海拔遠大氣層）和X-頻（高海拔近大氣層）訊號。兩準頻率有各自的訊號處理器，再綜合回報顯示於偵測員的螢幕上。本系統有高靈敏和反干擾能力，但是國會提出的最新研究報告指出政府責任辦公室擔心本系統使用了太多實驗性科技。

### 聲納系統
雙頻聲納由高度自動化的電腦控制，可以找出水雷與潛艦。

### 全電腦化環境
全艦系統由一套GE Fanuc 搭载LynxOS（Unix家族）即時作業系統的電腦控制。

### 推进系统
DDX 使用永久磁鐵馬達（PMM）內建於船體。用一對交互合作的莢艙取代單一驅動艙，這需要耗費大量研發和測試成本才能實用化。國會考慮過用其他科技更換永久磁鐵馬達因為它有可能影響雷達系統。在零件設計階段，諾斯洛普·格魯門公司采用了由Leonardo DRS公司设计并建造的世界最大的永久磁鐵馬達。但是當永久磁鐵馬達在安裝前階段的展示中失敗時此方案也迅速告終。
朱姆沃爾特級決定更換成先進感應馬達（AIM）的團隊，好過Leonardo DRS公司的永久磁鐵馬達。
如何選擇正確的馬達在這階段陷入爭論。原始概念是整體電力系統（IPS）配上內建的多個永久磁鐵馬達，但是先進感應馬達也是個可能的替代方案。最後2005年2月時設計改成AIM系統以配合時程表；永久磁鐵馬達的問題雖然後來被修復，但是已經趕不上了. 而後來發現AIM科技的馬達很沉重巨大，要更多空間，還要重新研發一種「斷路控制器」以配合低噪音需求，而且只產出了1/3的電壓。另一方面，更改設計和建造程序的時間和成本可能會導致違約罰金。

### 整體電力系統 (IPS)
整體電力系統(IPS) 是一個可以往前和往後調整的裝置，有些許類似傳統的渦輪電力驅動器再加上永久磁鐵馬達的組合。並且整合全艦需要電力的系統於一個10份刻度的儀表板上，板上還標示出了到某一個刻度全艦會散發多少噪音和熱訊號。控制者可以選擇加大電力以啟動更多系統，或是關閉系統以獲得隱形和省油，亦或是任意的平衡組合。然而IPS也使船艦增加了一些重量。

### 匿蹤科技
船體雖然比伯克級大40%，但是雷達反射面比一條漁船還小，噪音則比洛杉磯級潛艦還低。斜面式船舷不只減低雷達面，其複合材料還能減重。波浪劃過船側時，會帶動橡皮製的被動式空氣冷卻器來減低全艦熱量，使艦更難被紅外線偵測到。

### 斜角式船舷
斜角式船舷設計的戰艦自從1905年的對馬海峽海戰後就沒有用於實戰過了，朱姆沃爾特級現在又再使用斜角式船舷。船殼從甲板開始往吃水線變寬的斜面可以反射掉雷達波。船首設計成可以騎在波浪上。目前此船殼還在接受工程參數測試以確保惡劣气候下的穩定性。

### 自動滅火系統
泡沫和噴霧系統已經安裝於朱姆沃爾特級；但是電子零件室的滅火系統還在困擾設計師。
海龍滅火劑／氮氣灑佈系統 是電子零件不受害之下的滅火方式首選但是不適用於船體破裂的情形。所以滅火系統這方面也被列入政府關切報告中。

### 小艇和無人載具
大型飛行甲板後方有兩處小艇棚，小艇棚可以容許在惡劣海况上從事小艇或無人載具操作。

### 自動補給
先進炮彈藥，食物，和其他物品，都放在倉儲區的「自動倉儲管理系統」的機械貨棧上。

### 成員減少與自動化
先進火炮已經自動化，火力發射和裝彈的成員需求都減到最低。在整個船艦的壽命週期中都只需要一人操作整個火炮系統，滅火和防水隔艙的關閉也都是電腦自動控制。

## 船只列表
根據美國海軍近年的命名慣例，驅逐艦大都是以有特殊功績的海軍成員人名作為艦名。在三艘命名皆已確定的朱姆沃爾特級新艦中，編號DDG-1002的詹森號是以前美國總統林登·詹森命名，也是美國海軍第34艘以前總統為名的軍艦。但有別於一般以前總統為名的，大都是航空母艦與彈道飛彈潛艇之類等級最高的大型軍艦，DDG-1002之所以以詹森總統為名，主要是考量他曾於二戰期間擔任美國海軍中校，因此符合驅逐艦以海軍士官兵為名的命名慣例。
在新艦的編號上，雖然朱姆沃爾特級使用了代表飛彈驅逐艦的「DDG」分類代號，但數字編碼卻並未接續在原本的勃克級（DDG-51至DDG-125）之後，使用百位數的編號。取而代之的，其接續了一般火砲型驅逐艦的編號，跟在史普魯恩斯級驅逐艦的最後一艘海勒號（USS Hayler DD-997）之後，自整數的1000號起作為其舷號編碼。
| 朱瓦特級戰艦列表 | 朱瓦特級戰艦列表                     | 朱瓦特級戰艦列表                | 朱瓦特級戰艦列表 | 朱瓦特級戰艦列表   | 朱瓦特級戰艦列表 | 朱瓦特級戰艦列表 | 朱瓦特級戰艦列表 |
| 名稱             | 名稱                                 | 名稱                            | 時間             | 時間               | 時間             | 建造廠           | 母港             |
| 舷號             | 艦名                                 | 來源                            | 起造             | 交付               | 服役             | 建造廠           | 母港             |
| ---------------- | ------------------------------------ | ------------------------------- | ---------------- | ------------------ | ---------------- | ---------------- | ---------------- |
| DDG-1000         | USS Zumwalt朱姆沃尔特号              | 艾爾摩·朱姆沃爾特前美國海軍上將 | 2011年11月17日   | 2016年5月20日      | 2016年10月15日   | 巴斯鋼鐵廠       | 圣迭戈海军基地   |
| DDG-1001         | USS Michael Monsoor迈克尔·蒙索尔号   | 麥可·孟蘇爾陣亡軍人             | 2013年5月23日    | 2018年4月24日      | 2019年1月26日    | 巴斯鋼鐵廠       | 圣迭戈海军基地   |
| DDG-1002         | USS Lyndon B. Johnson林登·B·约翰逊号 | 林登·詹森第36任美國總統         | 2017年1月30日    | 測試階段預計2021年 | 預計2024年       | 巴斯鋼鐵廠       |                  |

## 爭議評論

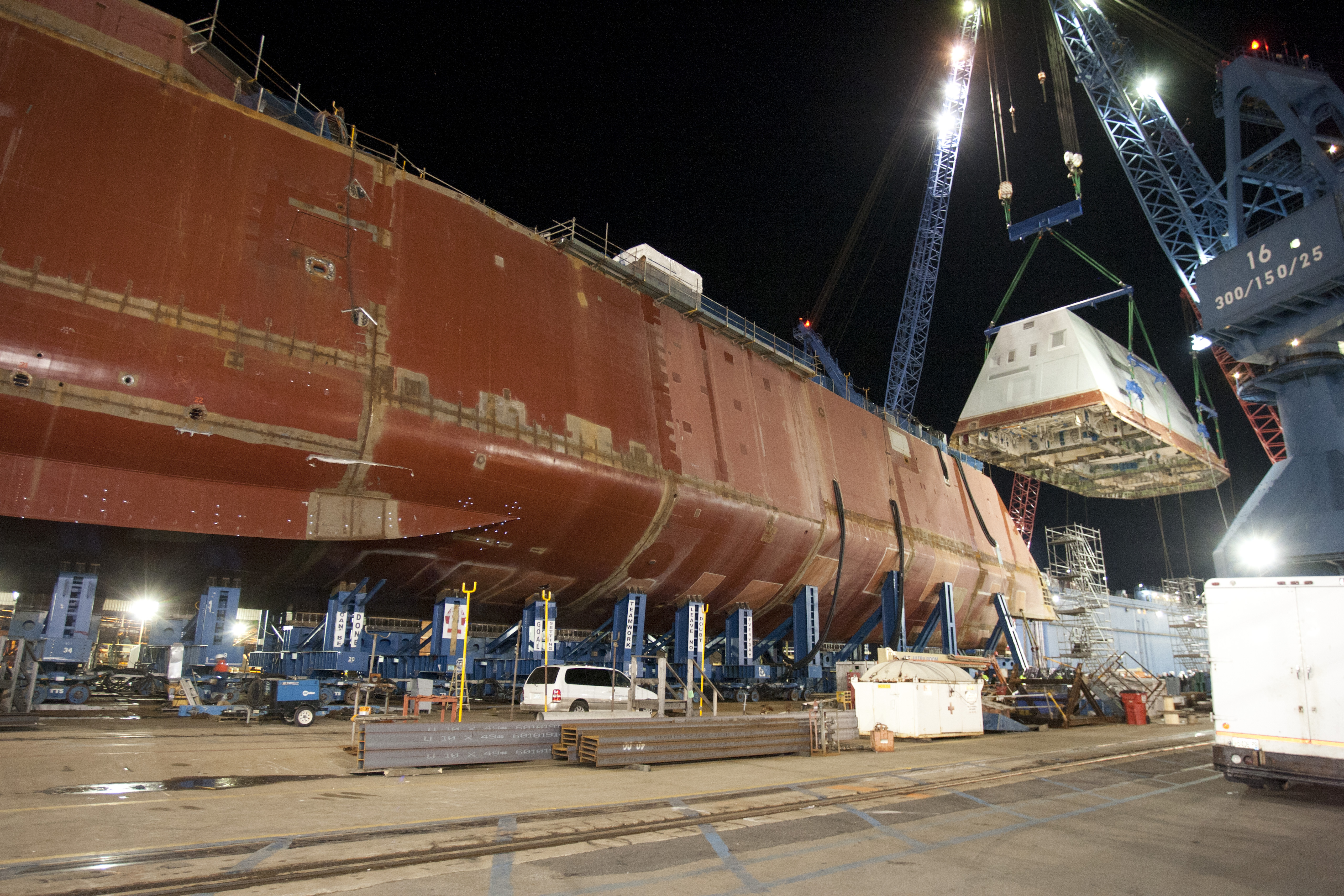
2012年時的艦橋吊裝

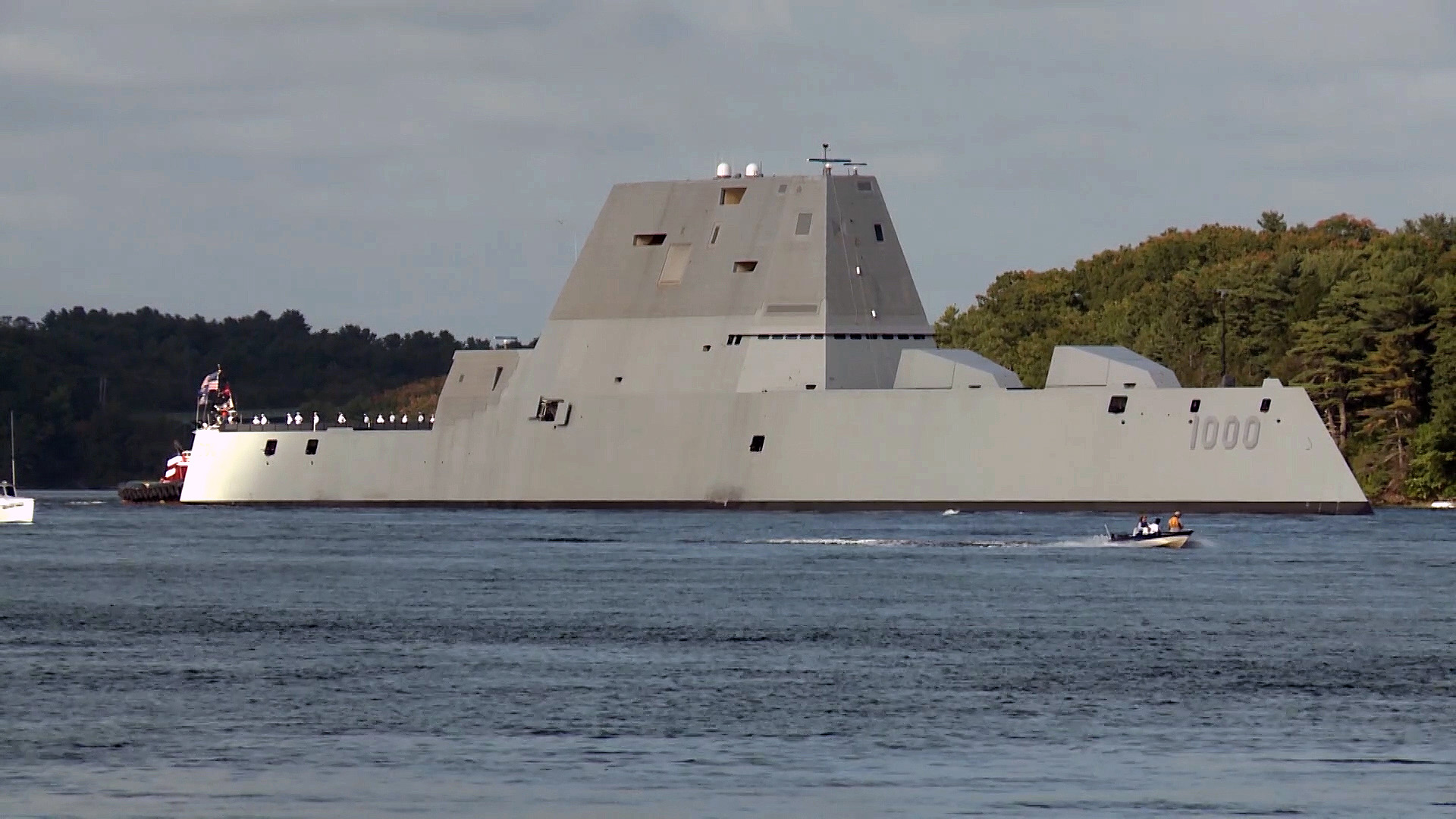
DDG-1000停泊於巴斯船廠(2016)

### 成本和科技之間
議員和其他專家有質疑朱姆沃爾特級的成本效益比是否過低且不符美軍需求。海軍部長的回應是把原定32艘改為先造7艘，並且用多餘的預算來造。而國會目前只給了兩艘的預算，並定義這兩艘是“科技實驗艦”快速的先給一筆預算。

### 斜角式船舷的穩定性
2007年初出現一種關於DDG-1000斜角式船舷的惡劣海象下穩定性的争论。報導說，"....布勞爾解释道：‘問題出現在船停在海上時，如果用斜角式船舷，你要靠一股船尾正向力來穩定船身。在DDG-1000這例子中，當波浪從後面來而船停住時，會失去橫向穩定力因為船尾被波浪懸在空中-並導致翻覆。’”

### 海軍火力支援角色
DDX爭論點在於其水面火力支援角色。原始的DD21計畫和武庫艦概念都有更強的火力，可以符合國會一直期望彌補愛荷華級戰艦退役的憂慮。這要求最終放寬了，戰艦也都除役，海軍只能在小一號的火力艦或是全部用空中火力支援的兩條路選其一。這也是國防預算不如冷戰時期充裕的影響。
之前DD21設計的是一種『先進垂直炮』，但是這只能相容於導向投射物（例如飛彈、或是新研發的某種東西），但是專案後來嚴格考慮到成本效益比的問題，還是回歸於6.1吋艦炮的AGS先進炮。
DDX有兩門彈藥有限的6.1吋（155mm）艦炮。海軍在上個世紀都在用小口徑武器和飛彈進行岸轟支援，但是大口徑火炮還是有其特殊戰術價值。二次大戰的美軍戰艦曾經三次被召回改裝成現代化以加入現代戰爭，它們的16吋艦炮從二次大戰到海灣戰爭都有戰果。
2006年上半年，剩下的愛荷華級戰艦已經封存，為了彌補砲擊能力。DDX被特別註明必須要有「導向砲彈」能力且射程要到達63海浬。然而，這種炮彈要新的彈頭和科技才能做到，所以許多使用於現在飛彈巡洋艦的砲彈射程都是短得多。有些次口徑彈的研發為了用於戰艦，已經行之有年；例如一種11吋次口徑彈用於16"/50 Mark 7艦炮的已經在1960年代測試過，但是每一個長程彈的估價和規格都是在1980年代做的，是針對早期DD21的AGS而不是現在的DDX。

### 80具MK57垂直發射系統
DDX有14,000噸以上排水量，但是DDG-1000和原始DD21專案的設定(16,000噸)相比還是比較小火力也較弱。原定117-128具垂直發射系統VLS也減為80具VLS。
朱姆沃爾特級甚至比排水量更小的提康德羅加級或伯克級飛彈還少一些，因為相對於專職防空的後者，朱姆沃爾特級還必須扮演岸轟砲擊的角色。

### 政策與定位
美國海軍陸戰隊和美國海軍對DDX的官方定位都是水面砲擊支援，雖然有一些反對者。
2006年三月，愛荷華號戰艦和威斯康辛號戰艦都已經除名。然而，國會依然“深切掛念”失去了水面砲擊能力，他們評論說：“海軍努力尋找改良和替代方案，但這方面能力是有問題的。”美國聯邦眾議院要求「戰艦」這一級的船艦都要保持在隨時能回役的狀態並且要求海軍增加伯克級現代化的速度（伯克級現代化中包含有強化五吋艦炮的砲擊能力，透過使用智慧型砲彈的方式，可以砲擊40海浬外的目標）。
|                                                        | “總結來說，委員會關注的是海軍先前所擁有而現在已退役的戰艦的長程砲擊能力，是否能有彌補，有一些小原因使近程發展目標看起來似乎是樂觀的，所以針對中期所要面對的未來戰爭也發生一些不切實際的規劃。委員會看到海軍的水面砲擊支援專案是高風險的，我們會繼續跟進前述的進展情形。” |
| ——美國海軍水面支援專案評估報告，於國防授權聽證會2007， | |

### 弹药昂贵
在第一艘艦下水首航後不久，智庫「萊辛頓研究所」發表報告，DDX的155厘米長程精準發射砲，具全球衛星定位導引、火箭般的火力，幾乎等同巡弋飛彈但是造價高達一發80萬美金的天價，與價格90幾萬至100萬的飛彈幾乎差不多，但飛彈射程達1000英哩且可靠度更高，且有關官員說，該艦砲彈成本預料還會升高。洛克希德·马丁公司將該級戰艦建造率如此低（原預期建造32艘而非如今的三艘），歸咎於導引砲彈的成本不斷上升。該公司發言人說，公司正與海軍協商考慮以傳統艦砲取而代之。據海軍2018年預算草案顯示，目前除了初步進購的90發先進艦砲，美國海軍不打算再購買。而遠低本應該每艘配備600發先進艦砲彈再加上演習訓練用的大量後備彈，如今訓練只能採用空包彈。國會將去了解，海軍何以在驅逐艦造好後，才知道艦砲彈造價這麼高。

## 外部連結
- navytimes.com：海軍時代-第一手資訊
- General DD(X) Destroyer page
- globalsecurity.org report on the DD(X) Destroyer program （页面存档备份，存于）
- 總覽DD(X) 驅逐艦計畫和功能 （页面存档备份，存于）
- USS Zumwalt.com - 朱姆沃爾特進度網 （页面存档备份，存于）
- DDG1000 DDG1001 DDG1K.com Website devoted to the Zumwalt-Class Destroyer （页面存档备份，存于）
- 海軍水面火力工作概念（短期能達到能力） （页面存档备份，存于）
- 先進砲系統資訊簡介 （页面存档备份，存于）

合夥參與公司 DD(X) Destroyer program
- DD(X) 合約承包商夥伴網
- 雷神公司參與部分簡介 （页面存档备份，存于）

政府專案網頁
- DoD press release：海軍新世代驅逐艦 （页面存档备份，存于）
- House letter recommending against  "贏者全拿"招標制度於DD(X)驅逐艦專案建造策略 （页面存档备份，存于）
- 1995美國政府會計報告書 海軍水面火力系統 財務規劃 （页面存档备份，存于）
- 2004 美國政府官方報告書：Challenges Facing the DD(X) Destroyer Program （页面存档备份，存于）
- 2005 美國政府官方報告書：Issues Related to Navy Battleships （页面存档备份，存于）
- 2005 美國政府國會報告書：Navy DD(X) 和 CG(X) 專案：對國會報告之背景與內容 （页面存档备份，存于）